# 鬼平犯科帳スペシャル 引き込み女
『鬼平犯科帳スペシャル 引き込み女』（おにへいはんかちょうスペシャル ひきこみおんな）は、フジテレビ系列で2008年10月17日に放送された単発の時代劇ドラマ。池波正太郎原作の時代劇シリーズ『鬼平犯科帳』のスペシャル版。

## 概要
本作は、二代目中村吉右衛門主演のテレビ時代劇『鬼平犯科帳』のテレビ第1シリーズ第24話「引き込み女」のリメイク作品にあたる。

## キャスト
- 長谷川平蔵 - 二代目中村吉右衛門
- 久栄 - 多岐川裕美
- 酒井祐助 - 勝野洋
- 木村忠吾 - 尾美としのり
- 村松忠之進 - 沼田爆
- 沢田小平次 - 真田健一郎　※最後の出演となった。
- 三井忠次郎 - 中村吉之助
- 竹内孫四郎 - 中村吉三郎
- 山崎国之進 - 中村吉五郎
- 同心 - 中村吉六
- 同心 - 中村吉二郎
- 袋物商 - 平井靖
- 小林金弥 - 三代目中村歌昇
- 小房の粂八 - 蟹江敬三
- 伊三次 - 三浦浩一
- 大滝の五郎蔵 - 綿引勝彦
- 三次郎 - 藤巻潤
- おとき - 江戸家まねき猫
- 相模の彦十 - 長門裕之
- おまさ - 梶芽衣子
- お元 - 余貴美子
- 伊兵衛 - 羽場裕一
- おりく - 佐々木すみ江
- お民 - 松金よね子
- 磯部の万吉 - 井手らっきょ
- 富蔵 - 山本龍二
- 宗六 - 赤星昇一郎
- 弥七 - 中西良太
- お延 - 栗田よう子
- お仙 - 大島蓉子
- お糸 - 川俣しのぶ
- 喜助 - 仲野毅
- 中盆 - 山口幸晴
- 願人坊主 - 窪田弘和
- お六 - 左時枝
- 駒止めの弥太郎 - 石倉三郎
- 井上玄庵 - 七代目市川染五郎

## スタッフ
- 企画 - 能村庸一（フジテレビ）、武田功（松竹）
- プロデューサー - 保原賢一郎（フジテレビ）、後藤博幸（フジテレビ）、足立弘平（松竹）
- 原作 - 池波正太郎 （文春文庫刊）
- 脚本 - 野上龍雄
- 音楽 - 津島利章
- 美術監修 - 西岡善信
- 料理指導 - 阿部孤柳
- テーマ音楽 - インスピレイション / ジプシー・キングス
- ナレーター - 能村太郎
- 監修 - 小野田嘉幹
- 監督 - 酒井信行
- 制作 - フジテレビ、松竹